# Kaligawe (Gayamsari)
Kaligawe is een bestuurslaag in het regentschap Semarang van de provincie Midden-Java, Indonesië. Kaligawe telt 9779 inwoners (volkstelling 2010).